# Reserva
Reserva è un comune del Brasile nello Stato del Paraná, parte della mesoregione del Centro Oriental Paranaense e della microregione di Telêmaco Borba.
Il comune venne creato nel 1921.  La città si trova a 180 km dalla capitale Curitiba.